# Ахімса
Ахімса (іноді агімса) — етичний принцип ненасильництва в деяких індійських релігійних ученнях (індуїзм, джайнізм, буддизм). Ставить вимогу не завдавати болю та зла будь-яким іншим живим істотам, не вбивати їх. На практиці це заборона приносити криваві жертви, вживати в їжу м'ясо тощо.
Слово ахімса походить від префікса а, що означає не, та слова хімса, що означає вбивство або насилля, однак за твердженням індійської філософії, ахімса має не лише негативне значення, як відмова від насилля, але й ширше позитивне значення — любов. Тому агімса не зводиться тільки до вегетаріанства.
Джерелами насильства є страх, слабкість, невігластво та неспокій. Для того, щоб звільнитися від насильства людина повинна позбутися страху. Ахімса пов'язана із свободою від страху (абхая) та свободою від гніву (акродха).
Ахімса є одним із приписів ями — першого ступеня раджа-йоги. Також практикується в інших йогах.